# Las grandes pirámides: Crónica de un mito
Las grandes pirámides: Crónica de un mito (título original en francés: Les Grandes Pyramides : Chronique d’un mythe) es una monografía ilustrada sobre las tres pirámides de Guiza. La obra es el 10.º volumen de la colección enciclopédica «Biblioteca ilustrada», escrita por el egiptólogo francés Jean-Pierre Corteggiani, y publicada por la editorial barcelonesa Blume Naturart en 2011. La edición original en francés fue publicada por la editorial parisina Éditions Gallimard en 2006, como el 501.º volumen de su colección «Découvertes Gallimard».

## Introducción y sinopsis
Esta obra en formato de bolsillo (125 × 178 mm) forma parte de la serie Archéologie de la colección «Découvertes Gallimard». Según la tradición de «Découvertes», esta colección se basa en una abundante documentación iconográfica y una forma de dialogar entre la iconografía documental y el texto, enriquecida por la impresión sobre papel cuché. En otras palabras, «monografías auténticas, editadas como libros de arte». Es casi como una «novela gráfica», llena de láminas a color.
Como cronista apasionado, aquí el autor confronta los testimonios de todas las épocas con verdades científicas y, del mito a la realidad, relata la historia aún inconclusa del redescubrimiento de las grandes pirámides.
Quizás los emblemas más famosos del antiguo Egipto, las pirámides de Guiza continúan confundiendo y seduciendo a visitantes y científicos hasta el día de hoy. A partir de las observaciones de Heródoto en el siglo V a. C. de estos gigantescos monumentos, Jean-Pierre Corteggiani guía al lector a través de teorías históricas, bocetos y excavaciones de las pirámides, incluida la investigación llevada a cabo por los egiptólogos Gilles Dormion y Jean-Yves Verd'hurt en una cámara previamente desconocida de la Gran Pirámide. Además del enigma central—la cuestión de cómo se construyeron las pirámides—Corteggiani examina el atractivo del sitio a través de los siglos; un montón de exploradores, conquistadores, soldados y peregrinos se dirigieron a las pirámides, a menudo dejando sus huellas en grafitis en las piedras.
La publicación de esta obra, junto con Néron : Le mal-aimé de l’Histoire (n.º 493), L’affaire Qumrân : Les découvertes de la mer Morte (n.º 498) y una reedición del primer título À la recherche de l’Égypte oubliée (edición en español: Egipto, tras las huellas de los faraones), marca el 20.º aniversario de «Découvertes».

## Contenido
- Presentación (pp. 1–7, una serie de ilustraciones a página completa): Las tres Grandes Pirámides y su guardián: la Esfinge.
- Capítulo 1: «De Heródoto a Bonaparte» (pp. 11–27)
- Capítulo 2: «Soldados, aventureros y pioneros» (pp. 29–45)
- Capítulo 3: «El tiempo de la ciencia» (pp. 47–65)
- Capítulo 4: «Inmensas tumbas dominan a las demás» (pp. 67–83)
- Capítulo 5: «Tesis, hipótesis y realidades» (pp. 85–95)
- «Testimonios y documentos» y «Anexos» (pp. 97–127)

## Recepción
En el sitio web Goodreads, el libro obtiene un promedio de 3.81/5 basado en 26 calificaciones, lo que indica «opiniones generalmente positivas».
El historiador francés Maurice Sartre escribe en el periódico Le Monde: «Jean-Pierre Corteggiani describe con ciencia y humor el descubrimiento de las pirámides desde los griegos hasta Napoleón, y nos sorprende que los viajeros que habían visto los monumentos pudieran darles un aspecto tan esbelto.»
En su reseña para la revista académica Cadmo (n.º 18) del Instituto Oriental de la Universidad de Lisboa, Pedro de Abreu Malheiro piensa que «este libro es particularmente útil para cualquiera que desee obtener una vista completa y accesible de las pirámides de Guiza. Sin embargo, al tratarse de una obra de divulgación, no sustituye a otras obras más científicas, como las de J.-P. Lauer, I. E. S. Edwards, R. Stadelmann y M. Lehner, debería por tanto, ser una lectura de alcance adicional.»
En la revista británica Ancient Egypt, la reseña dice: «Se trata de un libro muy pequeño, con solo 128 páginas, pero repleto de información (usando un pequeño tipo de letra) y con muchas ilustraciones. Los libros sobre las pirámides son demasiado comunes, pero este volumen proporciona una visión general sensata de las pirámides de Guiza, la historia de su exploración y las diversas teorías e hipótesis que han surgido a su alrededor, y compara estas teorías con las realidades y descubrimientos arqueológicos recientes.»